# Endrosa
Endrosa is een geslacht van vlinders uit de familie van de spinneruilen (Erebidae).

## Soorten
- Endrosa aurita Esper, 1787
- Endrosa catherinei Oberthür, 1908
- Endrosa fumosa Seitz, 1910
- Endrosa kuhlweini Hübner, 1827
- Endrosa roscida Schiffermüller, 1776
- Endrosa rubeni Viidalepp, 1979
- Endrosa teriolensis Burmann, 1955